# Goa Lawah
Goa Lawah is een heilige grot vol met vleermuizen aan de zuidoostkust van Bali vlak bij Klungkung.
Bij de ingang is een tempel. Men denkt dat de grot via de rivier doorloopt naar de Moedertempel Pura Besakih.